# Socchieve
Socchieve (Soclêf  in friulano standard, Socleif nella variante locale) è un comune italiano sparso di 863 abitanti del Friuli-Venezia Giulia, la cui sede municipale si trova nella frazione Mediis.

## Geografia fisica

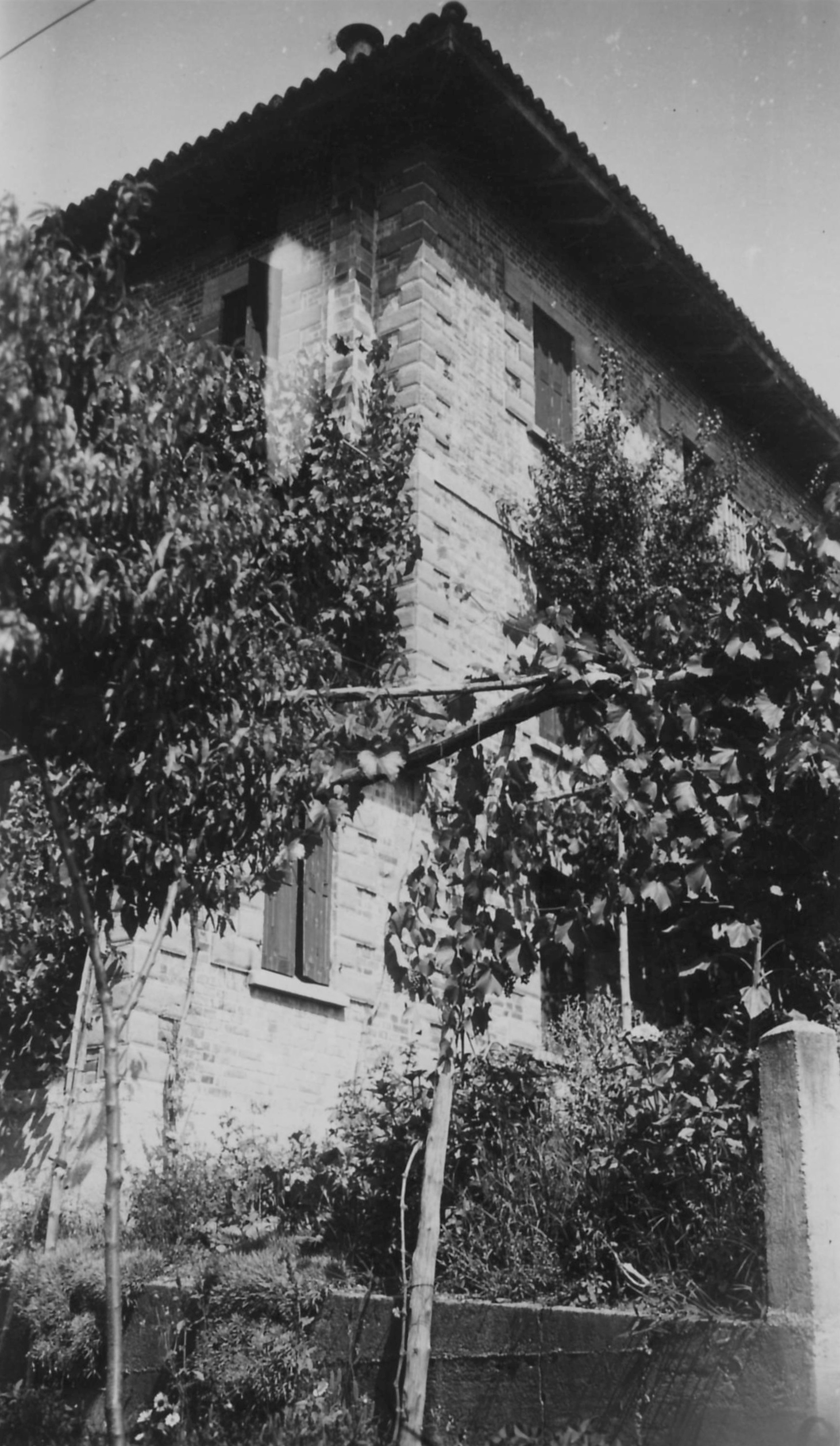
Abitazione di Mediis prima del terremoto del Friuli del 1976

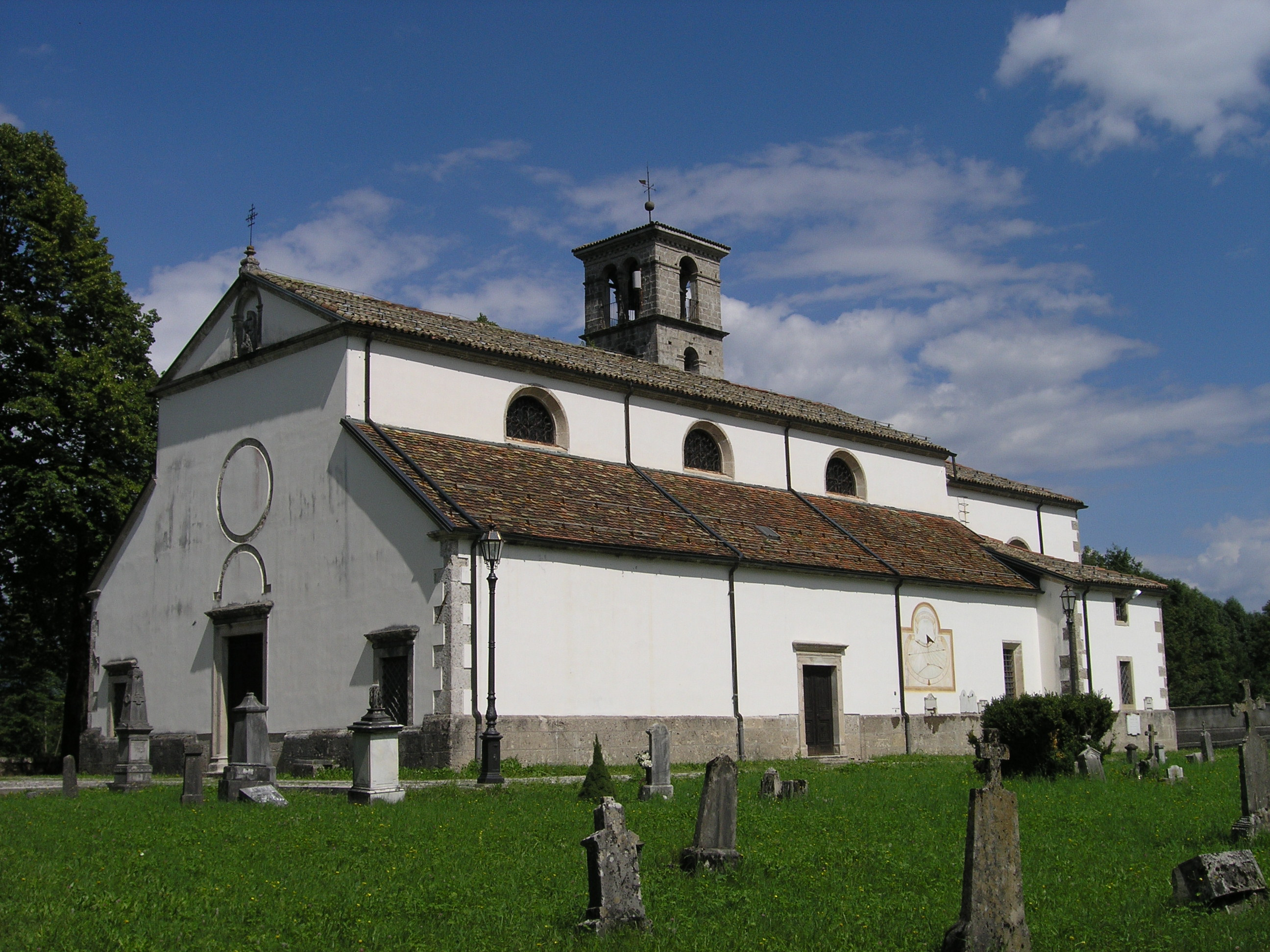
Pieve di Castoia

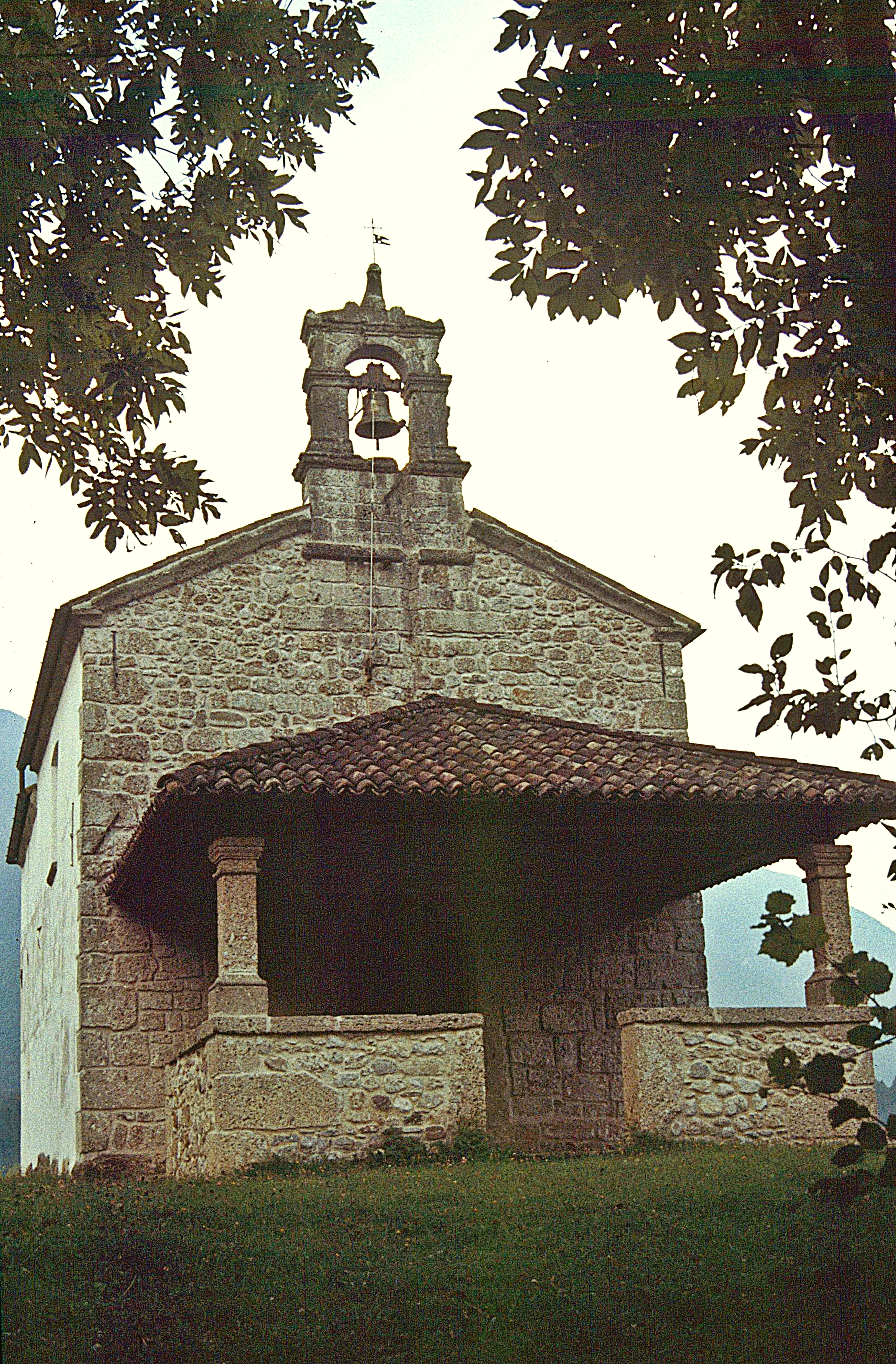
Chiesa di San Martino

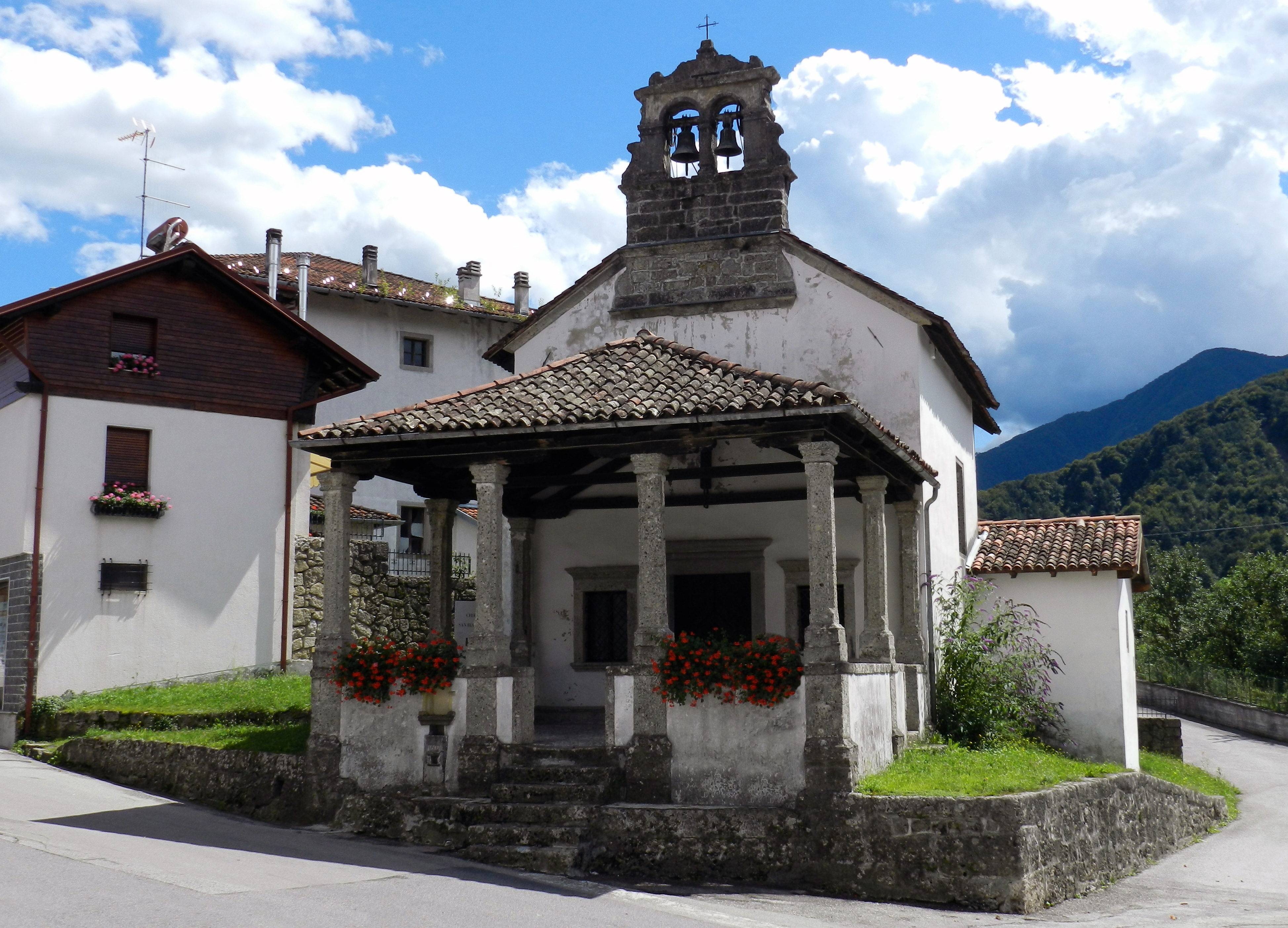
Chiesa di San Biagio

Situato nell'alta Val Tagliamento, a ovest della confluenza del torrente Degano nel Tagliamento (Val Degano), a nord della catena Valcalda-Verzegnis delle Prealpi Carniche e a sud delle Alpi Tolmezzine Occidentali (Alpi Carniche), il comune, oltre al centro omonimo e alla sede comunale, conta 7 frazioni poste a un'altitudine compresa fra i 400 e i 700 metri: Nonta, Priuso, Lungis, Viaso, Mediis, Dilignidis e Feltrone. Fanno parte del comune anche le borgate Chiamesans, ai confini col comune di Ampezzo, e Siega sulle sponde del torrente Lumiei e numerosi casolari sparsi sulle alture attorno al fiume Tagliamento.
I casolari vennero fondati in seguito all'espansione demografica che portò la popolazione a colonizzare le zone più remote e anche, all'epoca, faticosamente accessibili; in seguito al boom economico vi fu lo spopolamento di queste zone e attualmente la maggior parte di queste località sono disabitate. Di seguito un elenco dei casolari, quota e popolazione nel 1951 e alcune informazioni.

### Casolari raggiungibili da Socchieve
Saletto - 410 m abitanti nel 1951: non conosciuti
Costituito da 2 gruppi di fabbricati disposti su un ripiano alluvionale del Tagliamento. Fabbricati in buone condizioni e prati falciati; raggiungibile da Socchieve tramite strada asfaltata.
Spaia - 480 m abitanti nel 1951: 27
Costituito da 3 gruppi di fabbricati rispettivamente a 466, 471 e 484 metri di quota su un ripiano di versante. Fabbricati in ottime condizioni e prati falciati e adibiti a pascolo; raggiungibile tramite strada asfaltata da Socchieve o da Preone tramite la strada di Valmanzot a fondo naturale.
Dalchia - 505 m abitanti nel 1951: non conosciuti
Costituito da un edificio con relativa stalla su un ripiano al di sopra del letto del Tagliamento. Edificio in buone condizioni e prati falciati, raggiungibile da Socchieve tramite strada asfaltata.
Torzulis - 679 m abitanti nel 1951: non conosciuti
Costituito da edificio e relativa stalla posti su un pendio al di sopra del rio Torzulis. I fabbricati sono in cattive condizioni e la superficie prativa incolta. La località è raggiungibile da Spaia tramite sentiero che porta poi in località Tolvis, oppure da strada forestale che da Preone raggiunge località Sieluta.
Tolvis - 645 e 654 m abitanti nel 1951: 18
Costituito da due insiemi di edifici posti su ripiani di due costoni adiacenti. Gli edifici a quota 654 sono tutti in ottime condizioni mentre quelli a quota 645 sono in parte ridotti a ruderi; la superficie prativa è falciata. Bel panorama della media val Tagliamento e altopiano di Lauco. La località è raggiungibile solamente tramite sentiero dalla strada per Avaris o da Spaia tramite casolare Torzulis (sentiero per esperti).
Avaris - 480 m abitanti nel 1951: 53
Costituito da 6 gruppi di edifici alle rispettive quote di 459, 468, 472, 475, 484, 483 su un ripiano-conca sospesa al di sopra del letto del Tagliamento. Gli edifici sono per la maggior parte in buone condizioni; i prati sono in parte falciati e in parte adibiti a pascolo. La località è raggiungibile tramite strada asfaltata da Socchieve.
Val - 683 m abitanti nel 1951: non conosciuti
Costituito da un gruppo di edifici su un grande ripiano di versante, gli edifici sono in buone condizioni, tranne uno diruto. I prati sono falciati e adibiti al pascolo. La località è raggiungibile tramite strada a fondo naturale chiusa al transito dalla località di Avaris.
Casolari raggiungibili da Priuso
Val - 663 m abitanti nel 1951: non conosciuti
Costituito da un fabbricato su un ripiano di crinale, l'edificio è in buone condizioni e i vasti prati sono falciati. La località è raggiungibile dalla forca di Priuso tramite strada asfaltata.
Campo - 486 m abitanti nel 1951: 35
Costituito da un gruppo di fabbricati su un ripiano al di sopra del Tagliamento, gli edifici sono per buona parte in buone condizioni e parte dei prati falciati. La località è raggiungibile tramite strada a fondo naturale dalla forca di Priuso.
Cjarpignas - 552 m abitanti nel 1951: non conosciuti
Costituito da un fabbricato su versante, l'edificio è in pessime condizioni e ormai circondato dal bosco. La località è raggiungibile da Campo dalla quale dista 150 metri.
Tamariona- 577 m abitanti nel 1951: non conosciuti
Costituito da più fabbricati affiancati si trova su un ripiano di versante, gli edifici si trovano in ottime condizioni e recentemente è stato abbattuto parte del bosco che circondava la località. È raggiungibile dalla strada statale di passo Rest tramite strada prima asfaltata e poi a fondo naturale.
Cavallaria - 707 m abitanti nel 1951: 21
Costituito da un gruppo di fabbricati su versante, gli edifici sono in buone condizioni e l'ampia area prativa è falciata. Alcuni fabbricati rappresentano bene l'architettura tipica dei luoghi con le linde in legno. È raggiungibile tramite strada asfaltata dalla statale di passo Rest. Da Cavallaria si può osservare un bel panorama delle montagne circostanti e ci si trova proprio di fronte alla zona di distacco e scivolamento della frana di Buarta (1692).
Sora dal vin - 883 e 920 m abitanti nel 1951: non conosciuti
Costituito da due gruppi di fabbricati alla distanza di 350 metri l'uno dall'altro, essi sono in buone condizioni e la superficie prativa è in parte falciata e in parte incolta. Sono raggiungibili tramite strada a fondo naturale chiusa al transito dalla forca di Priuso.
Aveona - 572 m abitanti nel 1951: 26
Costituito da un gruppo di fabbricati su versante, i 12 edifici sono tutti in pessime condizioni e le superfici prative sono incolte. È raggiungibile dalla strada statale seguendo la strada asfaltata di alcune decine di metri che porta alla località. Le linee architettoniche sono le tipiche della zona, con case a ballatoi in legno. Una visita, facendo attenzione alle case pericolanti, è meritata, perché tale località esprime come nessun'altra l'abbandono causato dallo spopolamento montano.
Polet - 707 m abitanti nel 1951: non conosciuti
Costituito da alcuni edifici su un piccolo ripiano di versante, essi sono tutti diruti e la superficie prativa incolta. La località è raggiungibile dalle vicinanze di Aveona tramite un sentiero per escursionisti esperti o da Cavallaria per sentiero a mezza costa.
Bridischin - 833 m abitanti nel 1951: non conosciuti
Costituito da un fabbricato su versante, esso si trova in pessime condizioni e la superficie prativa è incolta. La località è raggiungibile tramite sentiero da Cavallaria o Aveona oppure da sentiero dalla località Sora dal vin.
Caprizzi - 514 – 508 m abitanti nel 1951: 22
Costituito da due gruppi di fabbricati su ripiano alluvionale del fondovalle. Gli edifici sono in buone condizioni e le superfici prative falciate. Si trova nelle adiacenze della strada statale per passo Rest. Fino a qualche anno fa vi era un'osteria.
Lunas - 640 m abitanti nel 1951: 50
Costituito da un gruppo di fabbricati compatto posto su un ripiano di versante abbastanza esteso era il borgo più popolato della valle di Caprizzi; gli edifici sono in buone condizioni e la superficie prativa per la maggior parte falciata. La località è raggiungibile da Caprizzi tramite strada asfaltata.
Cea - 539 m abitanti nel 1951: non conosciuti
Costituito da un fabbricato su ripiano di versante, esso si trova in ottime condizioni e la superficie prativa è falciata. È raggiungibile tramite strada a fondo naturale dalla strada comunale di Lunas.
Pascat - 720 m abitanti nel 1951: non conosciuti
Costituito da un alcuni fabbricati su ripiano di versante, gli edifici si trovano in ottime condizioni e i prati sono in parte falciati; la località è raggiungibile tramite strada a fondo naturale dalla località Lunas; a 50 metri di distanza vi è anche il casolare Bolgia (707 m) anch'esso in buone condizioni.
Ribatas -791 m abitanti nel 1951: non conosciuti
Costituito da un fabbricato su versante, l'edificio è in pessime condizioni e i prati incolti, la località è raggiungibile da Pascat dalla quale dista 200 metri tramite sentiero.
Col maggiore - 833 m abitanti nel 1951: non conosciuti
Costituito da 2 edifici su ripiano di costone, ormai diruti e i prati incolti. La località è raggiungibile da Pascat tramite sentiero o semplicemente risalendo i prati.
Pala - 605 m abitanti nel 1951: 20
Costituito da un gruppo di edifici su versante, si trovano in parte in buone condizioni e in parte diruti i prati sono falciati. È raggiungibile tramite strada a fondo naturale e artificiale dalle vicinanze della chiusa di Caprizzi. Tale casale si trova 300 metri all'interno del comune di Ampezzo.
Un tempo anche la località Grasia a 650 m, ora malga e agriturismo, costituiva un casale abitato permanentemente.
Tutte le località con abitanti sconosciuti sommate assieme davano nel 1 951 131 abitanti che sommati agli abitanti noti delle altre località permettono di risalire agli abitanti di tutti i casali e borgate della zona di Caprizzi: 305 unità.

## Monumenti e luoghi d'interesse
- Pieve di Santa Maria Annunziata in Castoia con l'annesso cimitero ottocentesco
- Chiesa di San Martino, monumento nazionale
- Chiesa di San Biagio a Mediis, del XV secolo, che custodisce alcune notevoli sculture in legno
- Chiesa di San Giacomo a Priuso
- Chiesa di San Giovanni Battista a Viaso
- Chiesa di San Giovanni Decollato a Lungis
- Chiesa di San Maurizio a Nonta
- Chiesa dei Santi Vito, Modesto e Crescenzia a Feltrone

Nei dintorni di Caprizzi, poche case dove la strada per Forcella di monte Rest e la val Tramontina attraversa il Tagliamento, si trovano alcune interessanti particolarità:
- la frana di Borta, i resti ancora ben visibili di un'enorme frana che secoli fa cancellò il paese di Borta e che, bloccando le acque del Tagliamento, produsse un lago naturale;
- la diga sul Tagliamento, che capta gran parte delle sue acque e le invia al lago-serbatoio di Verzegnis, e che forma un lago a monte;
- la cascata del torrente Grasia, poco a monte della diga.

## Società

### Evoluzione demografica
Abitanti censiti

### Lingue e dialetti
A Socchieve, accanto alla lingua italiana, la popolazione utilizza la lingua friulana. Ai sensi della Deliberazione n. 2680 del 3 agosto 2001 della Giunta della Regione autonoma Friuli-Venezia Giulia, il Comune è inserito nell'ambito territoriale di tutela della lingua friulana ai fini della applicazione della legge 482/99, della legge regionale 15/96 e della legge regionale 29/2007.
La lingua friulana che si parla a Socchieve rientra fra le varianti appartenenti al friulano carnico.

## Sport
Nel paese esiste la squadra di calcio a 5 del Socleif-Dimpeç C5 che rappresenta oltre a Socchieve anche Ampezzo (quest'ultimo è anche il luogo dove si trova il campo di gioco); il Socleif-Dimpeç C5 disputa il campionato amatoriale friulano.

## Galleria d'immagini

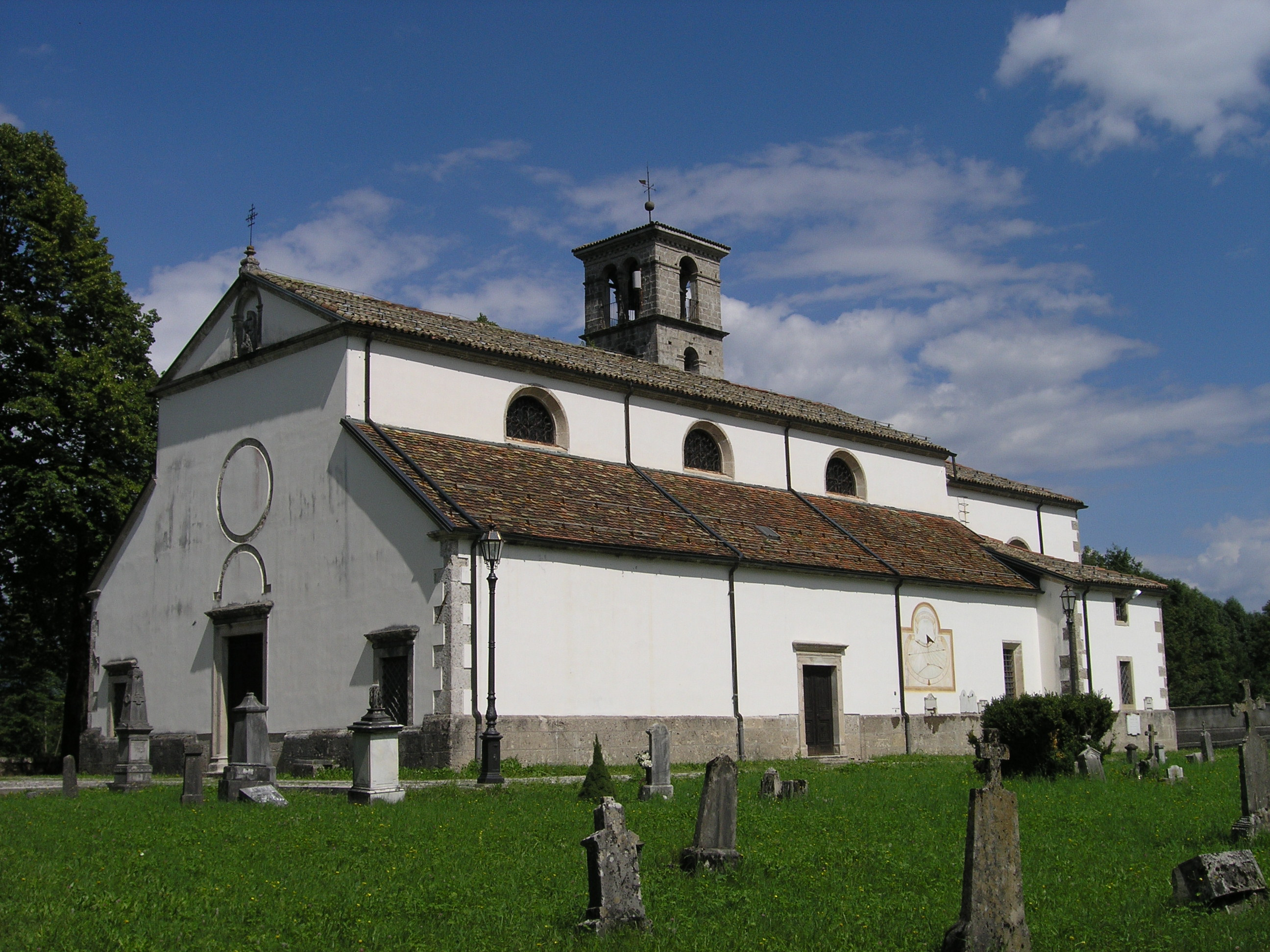
Pieve di Castoia.
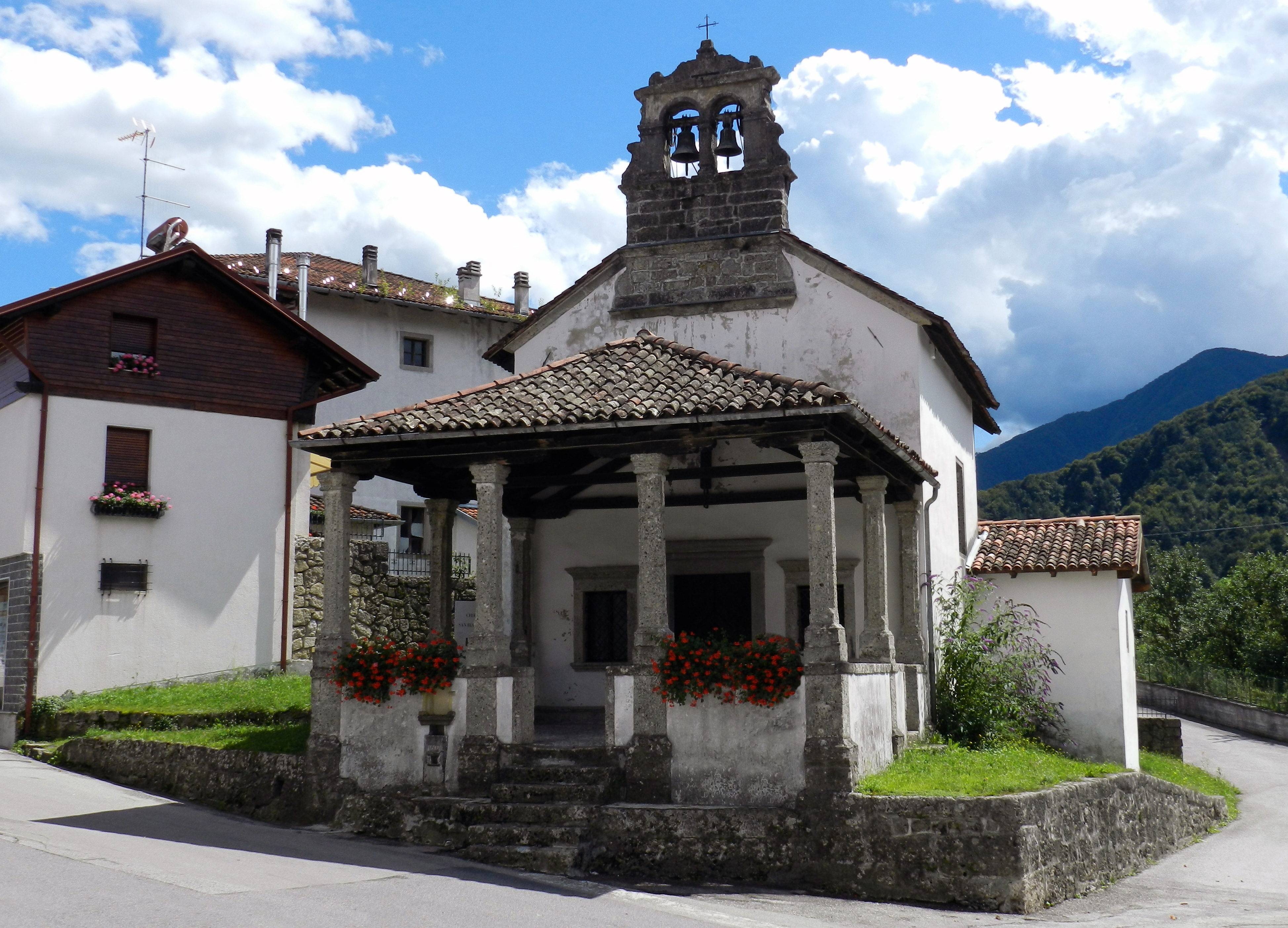
Chiesa di San Biagio a Mediis.
Campane vista dal retro della chiesa di San Biagio a Mediis.
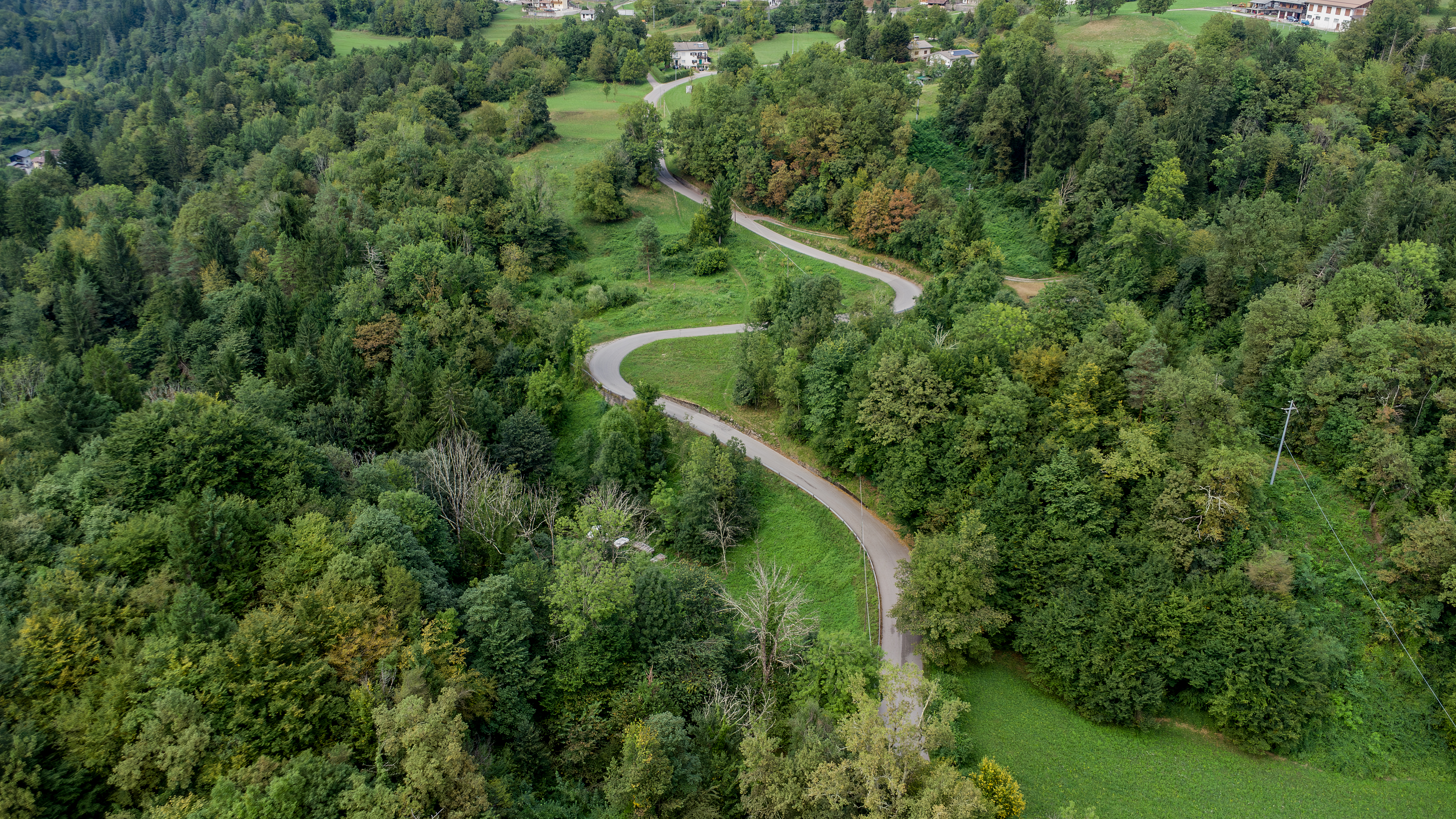
Strada da Lungis a Mediis, nel comune di Socchieve